# Карлуцькі мови

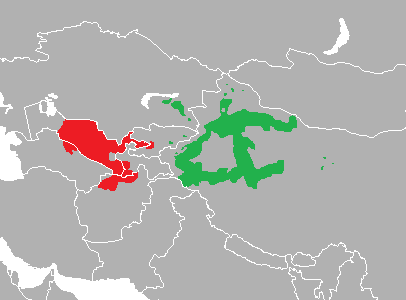
Використання карлуцьких мов на мапі

Карлуцькі мови, Карлуцько-хорезмійські мови (власне карлуцькі) — західна група тюркської мовної сім'ї або об'єднання двох історично і просторово суміжних, але, можливо, різних за походженням тюркських мовних груп: східної карлуцько-уйгурської і західної карлуцько-хорезмської (чагатайська). Назва походить від карлуків.
Карлуцько-уйгурські і карлуцько-хорезмські мови контактували між, в результаті цього між ними існує ряд специфічних ізоглос.
Розмежування карлуцько-уйгурської та карлуцько-хорезмійських запропоновано М. О. Баскаковим, але на практиці далеко не завжди витримується: карлуцько-уйгурські та карлуцько-хорезмських не розмежовують або карлуцько-уйгурські виводяться за межі карлуцьких (всі або частково) і фігурують як уйгуро- огузькі або уйгуро-тукюйські мови.
У класифікації О. О. Мудрака орхоно-єнісейська, давньоуйгурська, халадзька (аргу) та сучасна карлуцька складають одне ціле.
У класифікації О. М. Самойловича карлуцько-хорезмійські мови об'єднуються з північноалтайськими під назвою чагатайські.
У карлуцько-хорезмійських мовах пратюркське -d- відображається як -j-, також між історичними голосними переднього ряду як -ģ-. Відображення пратюркського -d- як -d- є результатом контактів з карлуцько-уйгурським.

## Склад
Згідно з класифікацією Баскакова
- хорезмсько-тюркська † і чагатайська †
  - (?) караханидська и післякараханидська † — після заміни мови -d/z- мовою -j-
  - тюрки †

### Сучасні
- узбецька
- уйгурська (новоуйгурська)
  - айнійська
  - ілі-тюркська
  - лобнорська
  - хотанська
  - хотонська (†)